# Yakovlev Yak-1000
El Yakovlev Yak-1000 fue un proyecto de avión experimental, diseñado a principios de los años 50, por el ingeniero aeronáutico Leonid L. Selyakov, que trabajaba para la oficina de diseño soviética de Yakovlev. Fue empleado como demostrador tecnológico del ala en delta a velocidades supersónicas, para evaluar las características tecnológicas de los planos robados durante la Segunda Guerra Mundial a los fabricantes aeronáuticos de la Alemania Nazi. En el Yak-1000 se empleó el turborreactor Lyulka AL-5. Sin embargo, el prototipo mostró problemas de estabilidad durante las pruebas.

### Aeronaves experimentales de ala delta similares
- Avro 707
- Boulton Paul P.111
- Convair XF-92
- Fairey Delta 1
- Handley Page HP.115
- Lippisch DM.1
- Lippisch P.13a
- Saab 210